# 小行星1005
小行星1005（1005 Arago）是一颗主带小行星，由谢尔盖·别利亚夫斯基在1923年9月5日发现于錫梅伊茲。
該小行星以法國天文學家弗朗索瓦·阿拉戈命名。